# 春日駅 (福岡県)
春日駅（かすがえき）は、福岡県春日市春日原北町五丁目にある、九州旅客鉄道（JR九州）鹿児島本線の駅である。駅番号はJB04。

## 歴史
- 1989年（平成元年）3月11日：開業[4]。
- 2000年（平成12年）2月29日：自動改札機を設置し、供用開始[5]。
- 2003年（平成15年）3月15日：駅舎改築工事で橋上駅化[1][2]、同時に多目的トイレ・エレベータ設置によりバリアフリー化。
- 2009年（平成21年）3月1日：ICカード「SUGOCA」の利用を開始[6]。
- 2022年（令和4年）3月11日：きっぷうりばの営業を終了[7]。

## 駅構造

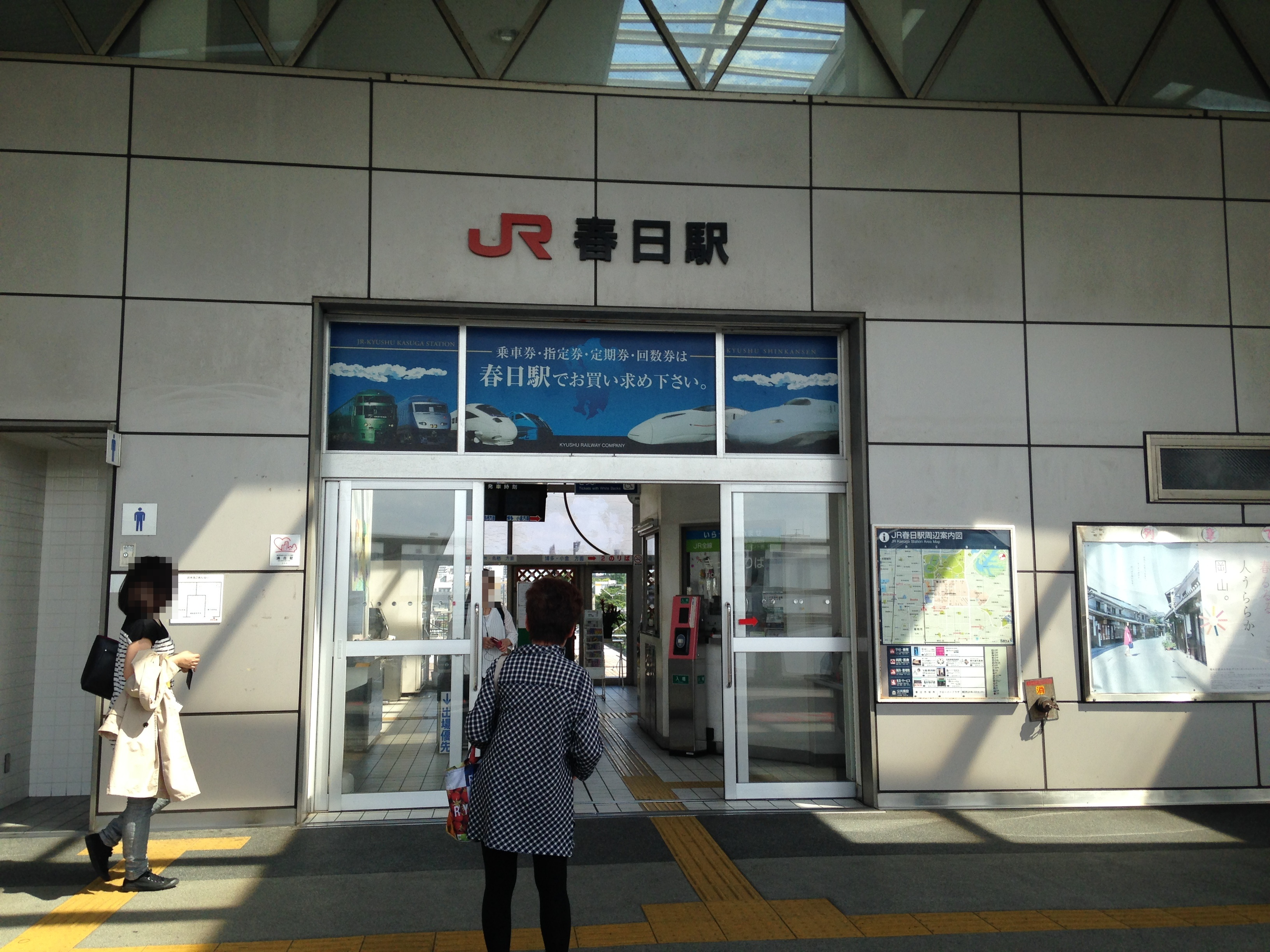
駅入口（2016年5月）

相対式ホーム2面2線と橋上駅舎の設備を有する地上駅である。上りホームの鹿児島側に交交セクションが存在する。
2023年9月30日まではJR九州サービスサポートが駅業務を行う業務委託駅であった。サポート機能付き指定席券売機のなんでも私に聞いてください！「ど～ぞ」、自動改札機などが設置されている。

### のりば
| のりば | 路線       | 方向 | 行先             |
| ------ | ---------- | ---- | ---------------- |
| 1      | 鹿児島本線 | 下り | 二日市・鳥栖方面 |
| 2      | 鹿児島本線 | 上り | 博多・小倉方面   |

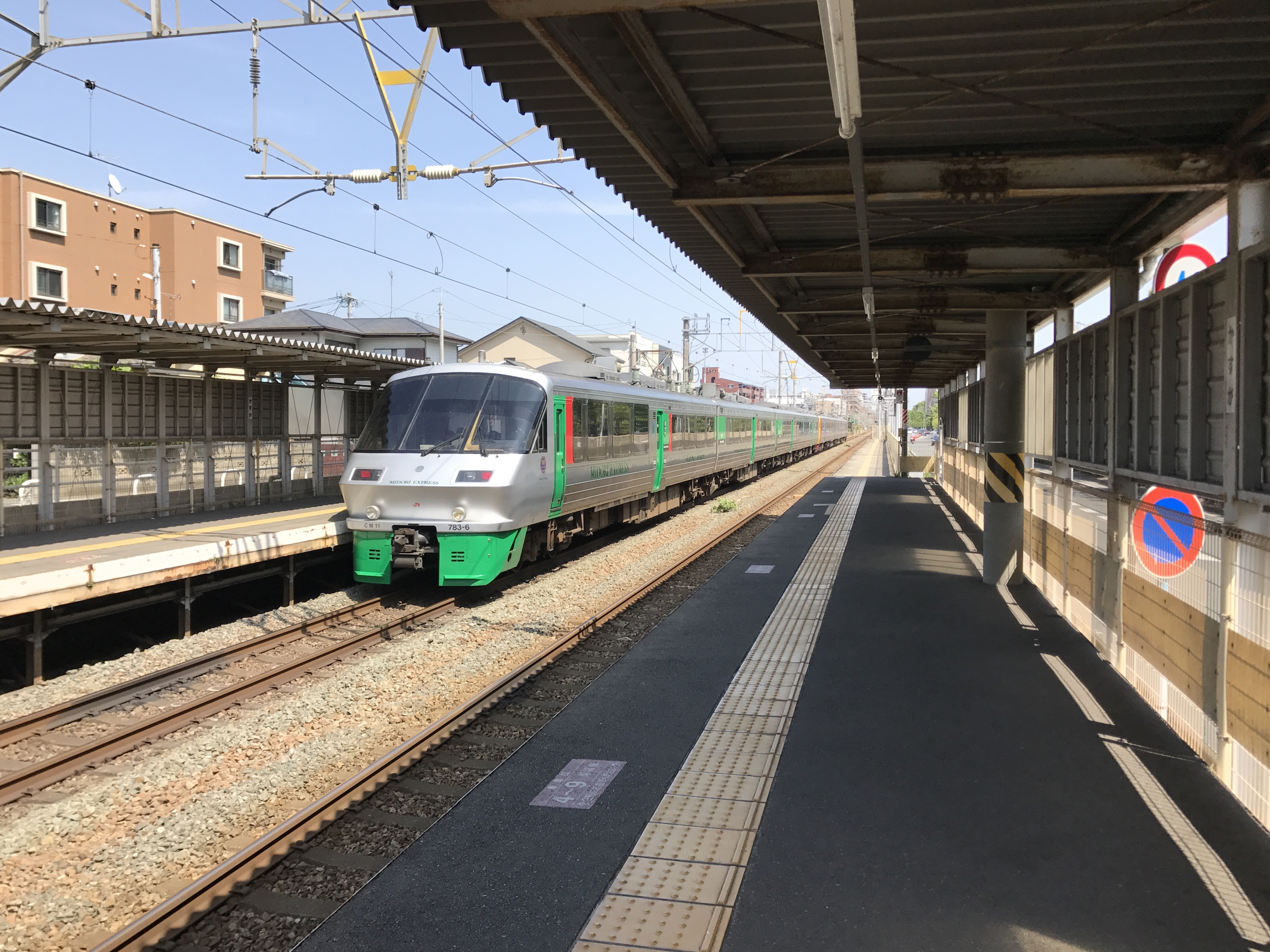
ホーム（2017年6月）
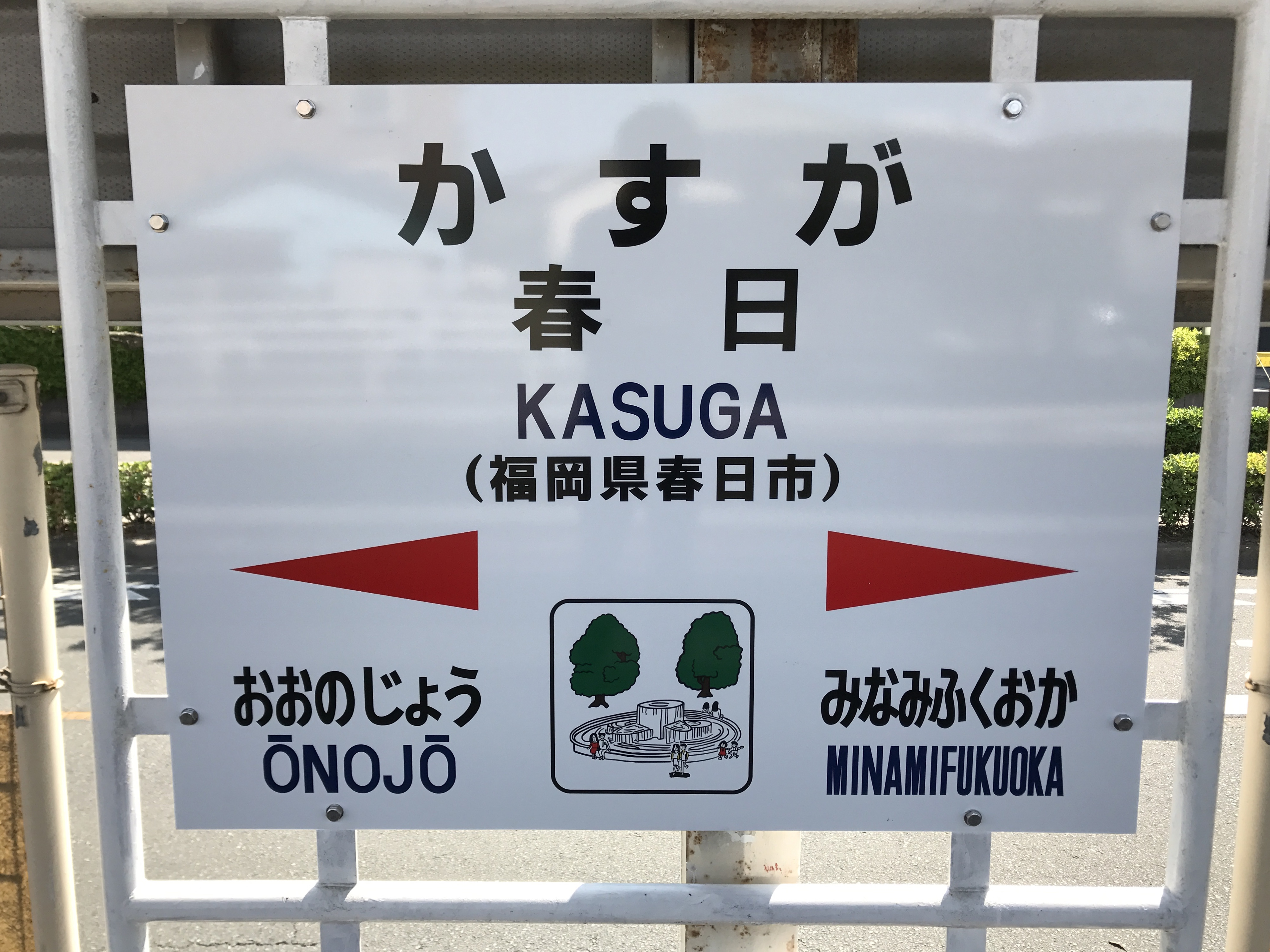
駅名標（イラストは春日公園）

## 利用状況
2023年度の1日平均乗車人員は4,441人である。
近年の1日平均乗降・乗車人員は以下の通り。
| 年度   | 1日平均 乗降人員 | 1日平均 乗車人員 |
| ------ | ---------------- | ---------------- |
| 1995年 | 6,357            | 非 公 表         |
| 1996年 | 6,522            | 非 公 表         |
| 1997年 | 6,583            | 非 公 表         |
| 1998年 | 6,791            | 非 公 表         |
| 1999年 | 6,894            | 非 公 表         |
| 2000年 | 6,738            | 非 公 表         |
| 2001年 | 6,783            | 非 公 表         |
| 2002年 | 6,629            | 非 公 表         |
| 2003年 | 6,627            | 非 公 表         |
| 2004年 | 6,608            | 非 公 表         |
| 2005年 | 6,897            | 非 公 表         |
| 2006年 | 7,153            | 非 公 表         |
| 2007年 | 7,219            | 非 公 表         |
| 2008年 | 7,410            | 非 公 表         |
| 2009年 | 7,596            | 非 公 表         |
| 2010年 | 7,862            | 非 公 表         |
| 2011年 | 8,383            | 非 公 表         |
| 2012年 | 8,320            | 非 公 表         |
| 2013年 | 8,598            | 非 公 表         |
| 2014年 | 8,907            | 非 公 表         |
| 2015年 | 9,184            | 非 公 表         |
| 2016年 |                  | 4,656            |
| 2017年 |                  | 4,722            |
| 2018年 |                  | 4,743            |
| 2019年 |                  | 4,701            |
| 2020年 |                  | 3,676            |
| 2021年 |                  | 3,888            |
| 2022年 |                  | 4,304            |
| 2023年 |                  | 4,441            |

## 駅周辺

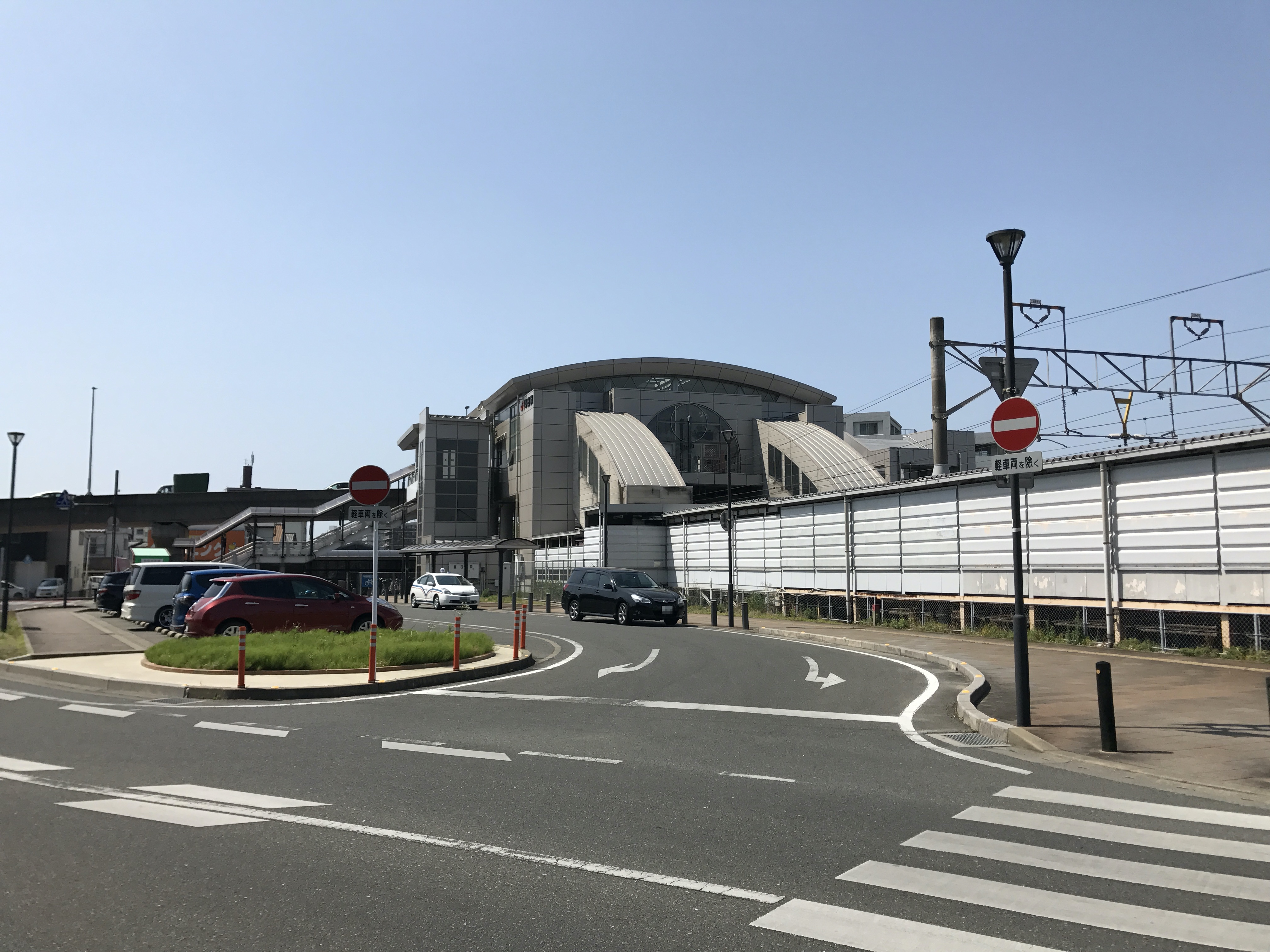
駅前ロータリー（2017年6月）

春日市の北東部にある。駅から春日市役所まで250m程度の距離で、駅周辺には住宅が多く建ち、クローバープラザや福岡県営春日公園などの公共施設があるが、商業施設は500mほど離れた西鉄春日原駅周辺地域に多く立地している。県道56号が線路を跨ぐ形で立体交差している。駅出入口はこの県道56号に直結している。
- クローバープラザ
- 春日市役所
- 春日警察署
- 航空自衛隊春日基地
- 福岡県営春日公園
  - 春日公園野球場
  - 野外音楽堂
- 春日市立春日原小学校
- 西日本鉄道 春日原駅
- 東慶院（豊川稲荷九州別院）
- 春日神社
- グリーンコープ生協ふくおか春日原店

### バス路線
県道56号線上に「JR春日駅」停留所がある。
- 西鉄バス二日市（西鉄春日原、ちくし台、紅葉ヶ丘、大土居、天神山、上白水、博多南駅、春日神社、春日、惣利、若草、月の浦方面・路線は2021年3月13日現在）
- 春日市コミュニティバス「やよい」（春日市内、乗継により市内各地へ行く事ができる）

## 隣の駅
九州旅客鉄道（JR九州）
 鹿児島本線
■快速・■区間快速
通過
■普通
南福岡駅 (JB03) - 春日駅 (JB04) - 大野城駅 (JB05)